# Pierre Paul Broca
Pierre Paul Broca [bʁɔka], francoski zdravnik, anatom in antropolog, * 28. junij 1824, Sainte-Foy-la-Grande, Francija, † 9. julij 1880, Pariz.
Najbolj znan je po svojih raziskavah na Brocovem območju, predelu čelnega režnja možganov, ki se imenuje po njem. Brocovo območje je povezano z jezikom. Njegovo delo je pokazalo, da so možgani bolnikov, ki trpijo za afazijo, vsebovali lezije v določenem delu skorje, v levem čelnem predelu. To je bil prvi anatomski dokaz lokalizacije možganskih funkcij. Brocovo delo je prispevalo tudi k razvoju fizične antropologije, ki je napredovala znanost antropometrije.

## Življenje
Paul Broca se je rodil 28. junija 1824 v Francija v mestu Bordeaux kot sin Jeana Pierra »Benjamina« Broca, zdravnika in nekdanjega kirurga v Napoleonovi službi, in Annette Thomas, dobro izobražene hčerke kalvinista, reformiranega protestanta in pridigarja. 

### Izobrazba
Broca je osnovno izobrazbo pridobil v šoli v domačem kraju in pri 16 letih diplomiral. Pri 17 je vstopil na medicinsko šolo v Parizu, diplomiral pa že pri 20, ko je večina njegovih sodobnikov šele začela študentsko izobraževanje. 

### Delo
Po diplomi je opravil obsežno pripravništvo, najprej pri urologu in dermatologu Philippu Ricordu (1800–1889) v Hôpital du Midi, nato leta 1844 še pri psihiatru Françoisu Leuretu (1797–1851) v bolnišnici Bicêtre. Leta 1845 je postal pripravnik pri Pierru Nicolasu Gerdyju (1797–1856), velikem anatomu in kirurgu. Po dveh letih z Gerdyjem je Broca postal njegov pomočnik. Leta 1848 je postal prosektor, ki je opravljal disekcije za predavanja iz anatomije na medicinski fakulteti Univerze v Parizu. Leta 1849 je prejel doktorat medicine in bil kasneje imenovan za kirurga bolnišnice. Leta 1867 je bil izvoljen za predstojnika zunanje patologije na Medicinski fakulteti, leto pozneje pa za profesorja klinične kirurgije. Leta 1868 je bil izvoljen za člana Académie de medicine in imenovan za predstojnika klinične kirurgije in tej funkciji služil do svoje smrti. 
Kot raziskovalec se je Broca leta 1847 pridružil Society Anatomique de Paris. Dva meseca po vstopu je bil v uredniškem odboru društvene revije. Do leta 1851 je postal njen sekretar in nato podpredsednik. Kmalu po ustanovitvi leta 1848 se je Broca pridružil Société de Biologie. 
Vzporedno s svojo zdravniško kariero je Broca leta 1848 ustanovil družbo svobodomiselnih, naklonjenih teorijam Charlesa Darwina. Nekoč je pripomnil: »Raje bi bil spremenjena opica kot degeneriran Adamov sin.« To ga je pripeljalo v konflikt s cerkvijo, ki ga je imela za subverzivca, materialista in pokvaritelja mladine. Sovraštvo cerkve do njega se je nadaljevalo vse življenje, kar je povzročilo številne konflikte med Broco in cerkvenimi oblastmi.
Leta 1857 se je, zaradi pritiska drugih, zlasti svoje matere, poročil z Adele Augustine Lugol. Izhajala je iz protestantske družine in je bila hči uglednega zdravnika Jeana Lugola. Rodila mu je tri otroke: hčer Jeanne Francoise Pauline (1858–1935), sina Benjamina Augusta (1859–1924) in sina Élieja Andréja (1863–1925). Leto pozneje je Brocova mati umrla in njegov oče Benjamin je prišel v Pariz, da bi živel z družino do svoje smrti leta 1877.
Leta 1858 je bil Paul Broca izvoljen za člana Nemške akademije znanosti Leopoldina. Leta 1859 je ustanovil Pariško društvo za antropologijo. Tri leta za tem je ustanovil revijo Revue d'anthropologie, leta 1876 pa Inštitut za antropologijo. Francoska cerkev je nasprotovala razvoju antropologije in je leta 1876 organizirala kampanjo za ustavitev poučevanja predmeta na Antropološkem inštitutu. Leta 1872 je bil Broca izvoljen za člana Ameriškega filozofskega društva.
Proti koncu svojega življenja je bil Paul Broca izvoljen za dosmrtnega senatorja francoskega senata. Bil je tudi član francoske akademije in je prejel častne diplome številnih izobraženih institucij, tako v Franciji kot v tujini. Umrl je zaradi možganske krvavitve 9. julija 1880 v starosti 56 let. V svojem življenju je bil ateist in opredeljen kot liberalec. 

## Zgodnja dela
Zgodnja znanstvena dela Paula Broce so se ukvarjala s histologijo hrustanca in kosti, preučeval pa je tudi patologijo raka, zdravljenje anevrizme in umrljivost dojenčkov. Pisal je tudi o darvinizmu in se zanimal za fizično antropologijo.
V svoji kasnejši karieri je Broca pisal o javnem zdravstvu in javnem šolstvu. Vključil se je v razpravo o zdravstvenem varstvu revnih in postal pomembna osebnost v Assistance Publique. Zavzemal se je tudi za izobrazbo žensk in njeno ločitev od cerkve. Nasprotoval je slavnemu Félixu-Antoineu-Philibertu Dupanloupu (1802–1878), rimskokatoliškemu škofu v Orléansu, ki je želel obdržati nadzor nad izobraževanjem žensk.

## Zapuščina

### Raziskave govora
Broca je znan po svoji teoriji, da se center za produkcijo govora v možganih nahaja na levi strani možganov (danes tudi imenovanje Brocovo območje - del možganov, ki se tradicionalno šteje za »središče govora«). Do tega odkritja je prišel s preučevanjem možganov afazičnih bolnikov (oseb z motnjami govora in jezika zaradi možganskih poškodb).  
Brocovo antropološko društvo v Parizu je bilo mesto, kjer se je jezik redno razpravljal v kontekstu rase in narodnosti, postalo je tudi platforma za obravnavo njegovih fizioloških vidikov. 
Leta 1861 je Broca obiskal bolnika v bolnišnici Bicêtre po imenu Louis Victor Leborgne, ki je imel 21-letno postopno izgubo govora in paralizo, ne pa tudi izgube razumevanja ali duševne funkcije. Imel je vzdevek »Tan« zaradi njegove nezmožnosti, da bi jasno govoril druge besede razen »tan« (izgovarja \tɑ̃\, kot v francoski besedi temps, »čas«). Leborgne je umrl nekaj dni pozneje zaradi nenadzorovane okužbe in posledične gangrene, Broca je opravil obdukcijo v upanju, da bo našel fizično razlago za Leborgnovo invalidnost. Iz primerjalnega napredovanja Leborgnove izgube govora in motoričnega gibanja je bilo ugotovljeno, da območje možganov, ki je pomembno za produkcijo govora, leži znotraj leve možganske poloble. En dan po Tanovi smrti je Broca svoje ugotovitve predstavil antropološki družbi.  
Broca je leta 1865 objavil svoje ugotovitve obdukcij dvanajstih bolnikov v svojem prispevku Lokalizacija govora v tretji levi čelni kultivaciji. Njegovo delo je navdihnilo druge, da so izvajali skrbne obdukcije z namenom povezovanja več možganskih regij s senzoričnimi in motoričnimi funkcijami. Čeprav zgodovina to odkritje pripisuje Broci, je še en francoski nevrolog, Marc Dax, podobna opažanja podal generacijo prej. Na podlagi svojega dela s približno štiridesetimi bolniki in subjekti iz drugih dokumentov, je Dax predstavil svoje ugotovitve na konferenci zdravnikov južne Francije leta 1836 v Montpellierju. Dax je umrl kmalu po tej predstavitvi in o njej so poročali šele potem, ko je Broca naredil svoje prve ugotovitve. V skladu s tem se sklepi Daxa in Broca, da je levi čelni reženj bistven za tvorbo jezika, štejejo za neodvisne.  
Možgani mnogih Brocovih bolnikov z afazijo so še vedno ohranjeni in na voljo za ogled v omejenem obsegu v posebnih zbirkah Univerze Pierra in Marie Curie (UPMC) v Parizu. Zbirka je bila prej razstavljena v Musée Dupuytren. Njegova zbirka ulitkov je v Musée d'Anatomie Delmas-Orfila-Rouvière. 
Bolnike s poškodbo Brocovega območja ali sosednjih predelov levega spodnjega čelnega režnja pogosto klinično kategoriziramo kot izrazito afazijo (znano tudi kot Brocova afazija). To vrsto afazije, ki pogosto vključuje motnje v govoru, je mogoče primerjati s receptivno afazijo (znano tudi kot Wernickejeva afazija), imenovano po Karlu Wernickeju, za katero je značilna poškodba zadnjih predelov levega temporalnega režnja in je pogosto zaznamujejo motnje v razumevanju jezika.  

### Antropologija
Broca je veliko časa preživel na svojem antropološkem inštitutu in preučeval lobanje in kosti. Trdili so, da je skušal meritve, pridobljene s temi študijami, uporabiti kot glavno merilo za razvrščanje rasnih skupin po superiornosti. V tem smislu je bil Broca pionir študija fizične antropologije, katere del je bil imenovan znanstveni rasizem. Okrepil je znanost kranialne antropometrije z razvojem številnih novih vrst merilnih instrumentov (kraniometri) in numeričnih indeksov. Leta 1859 je ustanovil Société d'Anthropologie de Paris, Revue d'Anthropologie leta 1872 in šola za antropologijo v Parizu leta 1876.
Broca je antropologijo opredelil kot »preučevanje človeške skupine, ki se obravnava kot celota.« Tako kot drugi znanstveniki je zavrnil zanašanje na verska besedila in je iskal znanstveno razlago človeškega izvora.

### Rasne skupine in človeške vrste
Kot zagovornik poligenizma je Broca zavrnil monogenistični pristop, da imajo vsi ljudje skupnega prednika. Namesto tega je na človeške rasne skupine gledal kot na skupine različnega izvora. Tako kot večina zagovornikov na obeh straneh je tudi on menil, da ima vsaka rasna skupina mesto na napredovanju od »barbarstva« do »civilizacije«. Evropsko kolonizacijo drugih ozemelj je videl kot upravičeno s poskusom civiliziranja barbarskega prebivalstva. V svojem delu o fenomenu hibridnosti v rodu Homo iz leta 1859 je trdil, da je razumno gledati na človeštvo kot na neodvisne rasne skupine – kot so Avstralci, Kavkazi, Mongolci, itd. Vsako rasno skupino je videl kot lastno vrsto, povezano z geografsko lokacijo. Vse skupaj so bile te različne vrste del enega samega rodu homo. Po standardu tistega časa bi Broca tudi kavkaško rasno skupino označil kot belo, etiopsko rasno skupino pa kot temnopolto. V njegovih spisih je bila Brocova uporaba besede rasa ožja od današnje. Broca je menil, da so Kelti, Galci, Grki, Perzijci in Arabci ločene rase, čeprav so bili del kavkaške rasne skupine. Rase znotraj vsake skupine so imele posebne fizične značilnosti, ki so jih razlikovale od drugih rasnih skupin. Tako kot njegovo delo v anatomiji je Broca poudaril, da njegovi sklepi temeljijo na empiričnih dokazih in ne na a priori sklepanju. Menil je, da je ločena geografska lokacija vsake rasne skupine ena glavnih težav z argumentom monogenistov za skupno poreklo. 

### Hibridnost
Broca je pod vplivom prejšnjega dela Samuela Georgea Mortona uporabil koncept hibridnosti kot svoj glavni argument proti monogenisu in da je bilo napačno videti celotno človeštvo kot eno samo vrsto. Sposobnost različnih rasnih skupin, da se razmnožujejo z vsako, ni zadostovala za dokaz te ideje. Po Brocovem pogledu na hibridnost bi lahko rezultat razmnoževanja med dvema različnima rasama spadal v štiri kategorije: 
1. nastali potomci so neplodni;
2. kjer so nastali potomci, kadar se razmnožujejo med seboj, načeloma neplodni, včasih pa lahko tudi uspešni, ko se razmnožujejo s starševskimi generacijami;
3. paragenezični potomci, kjer se potomci potomcev lahko razmnožujejo med seboj in s starši, vendar se uspešnost razmnoževanja z vsako generacijo zmanjšuje, dokler se ne konča;
4. in evgenezičen, kjer se lahko uspešno razmnoževanje nadaljuje v nedogled, med potomci z mešanjem med starševsko skupino.

Če pogledamo zgodovinske številke prebivalstva, je Broca zaključil, da je prebivalstvo Francije primer evgenezične mešane rase, ki je posledica mešanja Cimrske, Keltske, Germanske in Severne rase znotraj bele skupine. Po drugi strani pa je misel, da so opazovanja in podatki o populaciji iz različnih regij Afrike, jugovzhodne Azije ter Severne in Južne Amerike pokazali znatno zmanjšanje fizičnih in intelektualnih sposobnosti mešanih skupin. Sklep je torej, da so lahko mešani potomci različnih rasnih skupin samo paragenezi.
O fenomenu hibridnosti je bila objavljena istega leta kot Darwinova predstavitev evolucijske teorije v O nastanku vrst. Takrat je Broca mislil, da je vsaka rasna skupina neodvisno ustvarjena po naravi. Bil je proti suženjstvu in ga je motilo izumrtje avtohtonega prebivalstva, ki ga je povzročila kolonizacija. Broca je menil, da se monogenizem pogosto uporablja za opravičevanje takšnih dejanj, ko se je trdilo, da če so vse rase enega samega izvora, je nižji status nebelcev posledica tega, kako je njihova rasa delovala po stvarjenju. On je pisal: »Razlika v izvoru nikakor ne pomeni podrejenosti ras. Nasprotno, implicira idejo, da je vsaka človeška rasa nastala v določenem območju, tako rekoč, kot krona favne te regije; in če bi bilo dovoljeno ugibati o namenu narave, bi lahko domnevali, da je vsaki rasi dodelila posebno dediščino, saj je kljub vsemu, kar je bilo rečeno o kozmopolitizmu človeka, nedotakljivost domene določenih ras odvisna od njihovega podnebja.« 

### Kraniometrija
Broca je znan po tem, da prispeva k antropometriji – znanstvenemu pristopu, ki je slonel na meritvah človeških fizičnih lastnosti. Razvil je številne instrumente in podatkovne točke, ki so bili osnova za sedanje metode medicinske in arheološke kraniometrije. Natančneje, lobanjskih točk kot glabella in zvezen ter instrumentov, kot so kraniograf in stereograf. Za razliko od Mortona, ki je verjel, da je velikost možganov subjekta glavni kazalnik inteligence, je Broca menil, da obstajajo drugi dejavniki, ki so pomembnejši. Ti vključujejo prognatične obrazne kote, pri čemer koti, najbolj podobni pravemu kotu, kažejo na višjo inteligenco, in cefalični indeks razmerja med dolžino in širino možganov, ki je bilo neposredno sorazmerno z inteligenco, pri čemer je bila najbolj inteligentna evropska skupina 'dolgoglava', medtem ko je bila najmanj inteligentna skupina črncev 'kratke glave'. Menil je, da je najpomembnejši vidik relativna velikost med čelnim in zadnjim delom možganov, pri čemer imajo belci večjo čelno površino kot črnci. 
Broca je sčasoma prišel do zaključka, da večje lobanje niso povezane z višjo inteligenco, vendar je še vedno verjel, da je velikost možganov pomembna v nekaterih vidikih, kot so družbeni napredek, materialna varnost in izobraževanje. Primerjal je zmogljivost lobanje različnih oblik oziroma tipov pariških lobanj. Pri tem je ugotovil, da je bila povprečna najstarejša pariška lobanja manjša od sodobne, bogatejše pariške lobanje in da sta obe večji od povprečne lobanje iz groba revnega Parižana. Poleg svojih pristopov v kraniometriji je Broca prispeval tudi k antropometriji, kot je razvoj lestvic za terensko delo in merilne tehnike za razvrščanje barve oči, kože in las, ki so bile zasnovane tako, da se uprejo poškodbam zaradi vode in sončne svetlobe. 

### Stephen Jay Gould in znanstveni rasizem
Broca je bil eden prvih antropologov, ki se je ukvarjal s primerjalno anatomijo primatov in ljudi. Po tem, ko je primerjal takrat prevladujoče mere inteligence, ki so temeljile na kraniometriji, in druge dejavnike, kot je relativna dolžina od podlakti do roke, je predlagal, da so črnci vmesna oblika med opicami in Evropejci. Evolucijski biolog Stephen Jay Gould je kritiziral Broco in njegove sodobnike, da so se pri svojih raziskavah ukvarjali z »znanstvenim rasizmom«. Da njegova dela temeljijo na biološkem determinizmu in »a priornih pričakovanjih«, da socialne in ekonomske razlike med človeškimi skupinami – predvsem rasami, razredi in spoli – izhajajo iz podedovanih, prirojenih razlik in da je družba v tem smislu natančen odraz biologije.  

### Evolucija
Kmalu po Darwinovi objavi O izvoru vrst je Broca sprejel evolucijo kot enega od glavnih elementov širše razlage za diverzifikacijo vrst: »Sem eden od tistih, ki ne mislijo, da je Charles Darwin odkril resnične povzročitelje organske evolucije; po drugi strani pa nisem med tistimi, ki ne prepoznajo veličine njegovega dela ... bistvena konkurenca ... je zakon; rezultat selekcije je dejstvo; individualna različica, drugo dejstvo.« 
Zavrnil je poligenizem, ki se uporablja za ljudi, in priznal, da so vse rase enega samega izvora. Nekatere razlike med skupinami živali je videl kot preveč različne, da bi jih bilo mogoče razložiti z evolucijo iz enega samega vira. Tudi na ožji ravni je Broca videl evolucijo kot nezadostno razlago za prisotnost nekaterih lastnosti. Zato je Broca na koncu verjel, da mora obstajati proces, ki poteka vzporedno z evolucijo, da bi v celoti razložil izvor in razhajanja med različnimi vrstami. 

### Nevroznanost
Čeprav naj bi bil Broca najbolj znan po svojem delu o pomenu čelnega režnja v govoru in vplivu, ki ga je to imelo, je bil tudi pionirski nevrokirurg. Razvil je več nevrokirurških metod, ki so izboljšale našo sposobnost posmrtnega pregleda možganov. Kljub temu pa so Brocove ugotovitve glede produkcije govora tisto, kar ga je ovekovečilo v zgodovini nevroznanosti.
Zaradi vseh dosežkov je njegovo ime eno od 72, zapisanih na Eifflovem stolpu.

## Citati
- »Najmanj vprašljive domneve so pogosto najbolj vprašljive.«
- »V človeškem umu obstaja skupina sposobnosti in v možganih skupine zvitkov, in dejstva, ki jih je doslej zbrala znanost, omogočajo trditi, kot sem že rekel, da velika področja uma ustrezajo velikim regijam možganov.«
- »Raje bi bil spremenjena opica kot degeneriran Adamov sin.«
- »Dovoljeno nam je domnevati, da je razmeroma majhna velikost ženskih možganov deloma odvisna od njene fizične manjvrednosti in deloma od njene intelektualne manjvrednosti.«
- »Zasebna praksa in poroka - tista dvojna gasilnika znanosti.«

## Publikacije
Broca je objavil okoli 223 člankov o splošni antropologiji, fizični antropologiji, etnologiji in drugih vejah tega področja.
- Broca, Paul. 1849. De la propagation de l'inflammation – Quelques propositions sur les  tumeurs dites cancéreuses. Doktorska disertacija.
- Broca, Paul. 1856. Traité des anévrismes et leur traitement. Pariz: Labé & Asselin
- Broca, Paul. 1861. Sur le principe des localisations cérébrales. Bulletin de la Société d"Anthropologie 2: 190–204.
- Broca, Paul. 1861. Perte de la parole, ramollissement chronique et destruction partielle du lobe antérieur gauche. Bulletin de la Société d"Anthropologie 2: 235–38.
- Broca, Paul. 1861. Nouvelle observation d'aphémie produite par une lésion de la moitié postérieure des deuxième et troisième circonvolution frontales gauches. Bulletin de la Société Anatomique 36: 398–407.
- Broca, Paul. 1863. Localisations des fonctions cérébrales. Siège de la faculté du langage articulé. Bulletin de la Société d"Anthropologie 4: 200–208.
- Broca, Paul. 1866. Sur la faculté générale du langage, dans ses rapports avec la faculté du langage articulé. Bulletin de la Société d"Anthropologie deuxième série 1: 377–82.
- Broca, Paul. 1871–1878. Mémoires d'anthropologie, 3 zv. Pariz: C. Reinwald,